# Dolphin (Automarke)
Dolphin war eine britische Automobilmarke, die 1909–1911 von The Two-Stroke Engine Co. Ltd. in Shoreham-by-Sea (West Sussex) hergestellt wurde. Dem Namen entsprechend wurden nur Zweitaktmotoren angeboten.
Der Dolphin 15 hp war ein leichter, zweisitziger  Tourenwagen, der 1909 erschien. Er besaß einen Zweizylinder-Reihenmotor mit 1,7 l Hubraum. Der Radstand betrug 2.642 mm.
Ihm wurde der größere Dolphin 30 hp zur Seite gestellt. Er besaß einen Vierzylindermotor mit 3,3 l Hubraum und war in zwei Radständen – 2.870 mm und 3.327 mm – verfügbar.
Nach nur zwei Jahren verschwand die Marke 1911 wieder vom Markt.

## Modelle
| Modell | Bauzeitraum | Zylinder | Hubraum  | Radstand     |
| ------ | ----------- | -------- | -------- | ------------ |
| 15 hp  | 1909–1911   | 2 Reihe  | 1667 cm³ | 2642 mm      |
| 30 hp  | 1909–1911   | 4 Reihe  | 3334 cm³ | 2870–3327 mm |

## Quelle
David Culshaw & Peter Horrobin: The Complete Catalogue of British Cars 1895–1975. Veloce Publishing plc. Dorchester (1999). ISBN 1-874105-93-6